# Osmiúhelníkové číslo

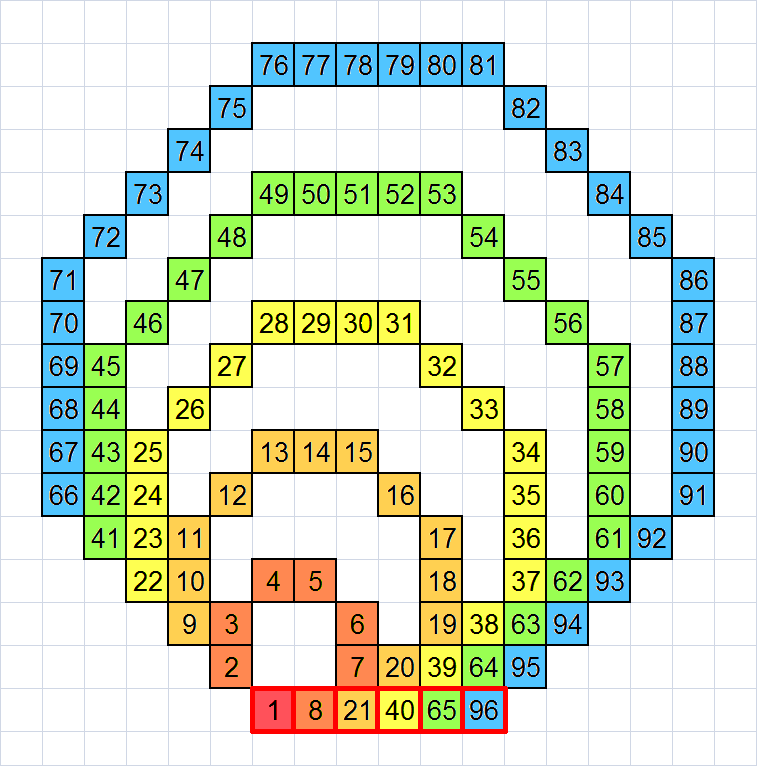
Vizualizace šesti prvních osmiúhelníkových čísel. Hodnoty jsou dole v červených čtverečcích

Osmiúhelníková čísla jsou figurální čísla odpovídající osmiúhelníku. Nté osmiúhelníkové číslo je počet stejně velkých „bodů“, ze kterých lze sestavit pravidelný osmiúhelník.
Vzorec pro n-té osmiúhelníkové číslo je:
{\displaystyle {3n^{2}-2n}}.

## Vlastnosti
Osmiúhelníková čísla se dají vytvořit umístěním trojúhelníkových čísel na čtyři strany čtverce, vyjádřeno vzorcem:
{\displaystyle n^{2}+4\sum _{k=1}^{n-1}k=3n^{2}-2n}

## První osmiúhelníková čísla
První osmiúhelníková čísla jsou 1, 8, 21, 40, 65, 96, 133, 176, 225, 280, 341, 408, 481, 560, 645, 736, 833 a 936.